# Elisa Loncón
Elisa Loncón Antileo (geboren in 1963) is een Mapuche-taalkundige en activiste voor inheemse rechten in Chili. In 2021 werd Loncón verkozen als een van de vertegenwoordigers van het Mapuche-volk voor de Chileense Grondwettelijke Conventie.  Zij trad op als voorzitter van de Conventie, van 4 juli 2021 tot 5 januari 2022.

## Jeugd
Elisa Loncóns groeide op in de zeer eenvoudige omstandigheden van een traditionele Mapuche-woonst in Lefweluan (gemeente Traiguén). Een van haar voorouders vocht nog in het verzet van de Mapuche tegen de jonge republiek Chili (1861–1883), en haar grootvader werd na de Chileense landhervorming (1962-1973) gearresteerd onder de Pinochet-dictatuur. Haar ouders raakten als autodidact geboeid door literatuur, poëzie en de rijke Mapuche-tradities.

## Academische loopbaan
Loncón is hoogleraar Engels aan de Universiteit van La Frontera, met postdoctorale cursussen aan het International Institute of Social Studies in Den Haag en aan de Universiteit van Regina (Canada). Zij heeft een Master in de taalkunde van de Autonome Metropolitaanse Universiteit (Mexico), een doctoraat in de Geesteswetenschappen van de Universiteit Leiden en een in de literatuur van de Pontificale Katholieke Universiteit van Chili.
Elisa Loncón werd opgenomen in de Financial Times lijst van 25 meest invloedrijke vrouwen van 2021.